# Cathédrale de Battambang
La cathédrale Notre-Dame-de-l'Assomption est la cathédrale aujourd'hui disparue  de la préfecture apostolique de Battambang. Elle  a été construite pendant le protectorat français en style néo-roman. Elle a été détruite en 1975 sous le  régime des khmers rouges.
Elle était dédiée à l'Assomption de la Vierge Marie.